# Limenitis frontina
Limenitis frontina är en fjärilsart som beskrevs av Hall 1935. Limenitis frontina ingår i släktet Limenitis och familjen praktfjärilar. Inga underarter finns listade i Catalogue of Life.